# اوشتلهاوزن
اوشتلهاوزن (به آلمانی: Üchtelhausen) یک شهر در آلمان است که در شواینفورت واقع شده‌است. اوشتلهاوزن ۴٬۰۴۵ نفر جمعیت دارد.